# José Antonio Maitín
José Antonio Maitín (Puerto Cabello, 1804-Choroní, 1874) fue un poeta y dramaturgo venezolano. Está considerado el más excelso poeta romántico de Venezuela.
Su obra cumbre de poesía romántica es Canto Fúnebre (1851), dedicado al poeta José Zorrilla en quien reconoce haber buscado inspiración.
Estuvo exiliado en Curaçao y en Cuba luego de la caída de la Primera República. Regresa a Venezuela en 1824, donde se comienza a destacar en los círculos culturales de Caracas Luego del golpe de Estado de 1835, se refugia en Choroní, donde fallece su esposa, lo que le inspiró su reconocido Canto fúnebre. Este extenso poema refleja una profunda melancolía doméstica, y una tristeza que se consustancia con los espacios del hogar que acobijaba su esposa.

## Obras
- Canto fúnebre (1851)
- Horas de martirio (1847)
- Tristezas del alma (1845